# June's Journey
June's Journey is een puzzelspel van het Duitse bedrijf Wooga. Het spel kwam origineel uit in 2017 als Facebook-applicatie. Later werd het gepoort naar IPad, Android, Microsoft Windows en Mac OS. Het spel is een prequel van Pearl's Peril.

## Verhaal
Het is eind de jaren 1920, nog volop in de Amerikaanse drooglegging. June Parker krijgt bericht dat haar zus Clare en diens man Harry dood zijn. Volgens het onderzoek heeft Harry Clare vermoord en daarop zelfmoord gepleegd. Hun dochter Virginia is ongedeerd. Clare reist naar Orchid Island, het eiland waar ze als kind opgroeide en waar haar zus woonde. Ze wordt ontvangen door meneer en mevrouw Talbot die respectievelijk tuinman en huishoudster zijn. Clare vindt al snel een aanwijzing dat Harry en Clare werden vermoord, maar de politieman die het onderzoek doet, gelooft haar niet. Daarop start June haar eigen onderzoek en komt in een complot van illegale alcoholhandel, intriges en ontvoeringen terecht.

## Spelbesturing
De speler reist naar diverse locaties waar men tal van objecten dient te zoeken. Per gevonden object krijgt men een aantal punten. Indien het daaropvolgende object binnen een bepaald aantal seconden wordt gevonden, krijgt men extra punten. Verder zijn er aanwijzingen te vinden. Met de aanwijzingen kan men naar andere locaties reizen. Elke gespeelde locatie levert munten op. Daarnaast kan men per gespeelde locatie andere zaken winnen, zoals energie, diamanten en materiaal. Eén locatie bestaat uit vijf niveaus ('sterren'). In elk niveau moet de speler meer objecten vinden en moet de locatie vaker gespeeld worden om het niveau te halen. Niveaus 1 t/m 4 leveren vervolgens blauwe juwelenkistjes op. Niveau vijf levert een roze juwelenkistje op. In elk juwelenkistje zitten drie kaarten. Elke kaart levert iets op: geld, energie, diamanten, materieel en personagekaarten. Wanneer zeven personagekaarten van één personage zijn verzameld, kan de speler in een fotoalbum een foto van dat personage samenstellen. Deze levert achtergrondinformatie op over het personage en daarnaast krijgt de speler een volle energiebalk cadeau. Met het geld en de diamanten kan men diverse aankopen doen om op Orchid Island te plaatsen: dit zijn bijvoorbeeld gebouwen, voorwerpen (bloemen, planten, standbeelden), wegen... Ook kan men de gebouwen verbeteren (elk gebouw heeft zes niveaus). De start van een bouw kan pas indien men het nodige materieel heeft verzameld. Nadat een gebouw of voorwerp is voltooid, krijgt men hiervoor bloemen. Bij voldoende bloemen komt een nieuwe locatie beschikbaar om te spelen. Deze locatie kan echter pas gespeeld worden als de twee aanwijzingen op de voorgaande locatie behaald zijn.. 
Op Orchid Island bevinden zich verschillende monumenten die men achtereenvolgens kan renoveren. Dit zijn de vuurtoren, de trouwkapel, het piratenschip en het huis op de berg. Na de renovatie leveren deze monumenten energie op.  
Zolang de speler nog energie heeft, kan hij locaties spelen. Is de energie op, dan zal de speler enkele uren moeten wachten of energie aankopen. 
Er zijn nog drie lopende uitdagingen, 'zaken', om extra dingen te winnen. Voorbeeldzaken zijn: Vind 2 kompassen, speel 8 locaties met geactiveerde energiekorting, schenk een plant aan een andere speler, open een blauw juwelenkistje... Indien een uitdaging bereikt is, krijgt men een volgende.
Orchid Island is verborgen onder een wolkendek. Om het wolkendek te verwijderen en een nieuw stuk eiland te ontgrendelen, heeft de speler voldoende sterren en kompassen nodig. Na het ontgrendelen van een nieuw stuk eiland, zijn er rotspartijen en dode bomen te zien. Deze kunnen verwijderd worden tegen inwisseling van munten. Elke ingewisselde rotspartij of boom levert diamanten op. 
Wanneer een eiland bijna helemaal ontgrendeld is, komt er een volgend eiland beschikbaar. Er zijn vier eilanden: Orchid Island, Sunflower Island, Laurel Island en Willow Island. Begin 2021 komt er een vijfde eiland beschikbaar. Dit schijnt een 'ijs'-eiland te zijn.
Naast dit alles zijn er nog enkele extra functies die iets kunnen opbrengen, zoals een virtueel café en een detectivewedstrijd.

## Licentie
Het spel valt onder de licentie van freemium waardoor het volledig gratis te spelen is. Echter krijgt de speler in de volledig gratis versie regelmatig reclameboodschappen te zien. Wil men het spel sneller laten verlopen of geen reclameboodschappen meer zien, kan men allerhande zaken (munten, diamanten, energie) aankopen met effectief bestaande valuta. Door het bekijken van reclameboodschappen, kost het spelen van één locatie minder energie (10 in plaats van 15) en kan men onmiddellijk na het voltooien van een zaak, een nieuwe zaak krijgen in plaats van een bepaalde tijd te wachten.